# Takuya Wada
Takuya Wada (jap. 和田 拓也 Wada Takuya; ur. 28 lipca 1990) – japoński piłkarz występujący na pozycji pomocnika. Obecnie występuje w Omiya Ardija.

## Kariera klubowa
Od 2009 roku występował w klubach Tokyo Verdy, Vegalta Sendai i Omiya Ardija.